# جيرارد كيلي
جيرارد كيلي (بالإنجليزية: Gerry Kelly)‏ (و. 1953 – م) هو سياسي، من المملكة المتحدة، ولد في بلفاست، هو عضوٌ في شين فين هو عضوٌ في جيش جمهوري إيرلندي.

## مناصب
تولى منصب Junior Minister (8 مايو 2007–16 مايو 2011)، وعضو الجمعية التشريعية في أيرلندا الشمالية (منذ 25 يونيو 1998).

## الخدمة العسكرية
خدم في جيش جمهوري إيرلندي.